# Oļegs Laizāns
Oļegs Laizāns, né le 28 mars 1987 à Riga, est un joueur de football évoluant au SK Super Nova au poste de milieu de terrain.

## Biographie

### Carrière de joueur
Oļegs Laizāns dispute 7 matchs en Ligue Europa,.

### Carrière internationale
Oļegs Laizāns compte 29 sélections avec l'équipe de Lettonie depuis 2011.
Il est convoqué pour la première fois par le sélectionneur national Aleksandrs Starkovs pour un match amical contre la Finlande le 10 août 2011 (défaite 2-0).

## Palmarès

### En club
- Avec le FB Gulbene
  - Champion de Lettonie de D2 en 2010

- Avec le FK Ventspils
  - Champion de Lettonie en 2011
  - Vainqueur de la Coupe de Lettonie en 2011

### En sélection
- Vainqueur de la Coupe baltique en 2012 et 2014